# Garbutt House
Garbutt House (en castellano: Casa Garbutt) es una mansión de 20 habitaciones en la sección de Silver Lake de Los Ángeles, construida entre 1926 y 1928 como residencia de Frank A. Garbutt. Fue incluida en el Registro Nacional de Lugares Históricos en 1987.

## Frank A. Garbutt

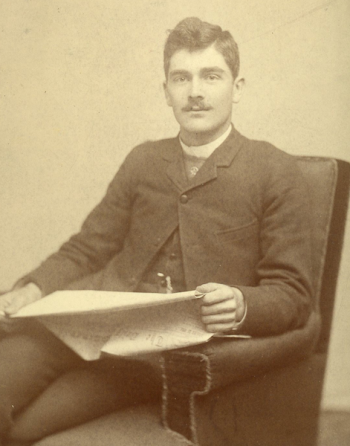
Frank A. Garbutt

Frank A. Garbutt, inventor, industrial y pionero del cine, fue uno de los ciudadanos más destacados de Los Ángeles a finales del siglo XIX y principios del XX. Inventó y obtuvo patentes sobre ciertas herramientas de perforación de petróleo a finales de la década de 1880, que fueron la fuente inicial de su riqueza. Garbutt se involucró en otros negocios. Poseía pozos petroleros y fue uno de los inversores originales en el negocio de aviación de Glenn L. Martin, más tarde convertido en Martin Marietta.
Tenía intereses en un negocio de construcción de barcos, Garbutt-Walsh Inc., y en un negocio que operaba transbordadores desde San Pedro hasta la isla Terminal. Jugó un papel en la fundación de Famous Players-Lasky, luego Paramount Studios, Union Oil Company y el Automobile Club of Southern California.

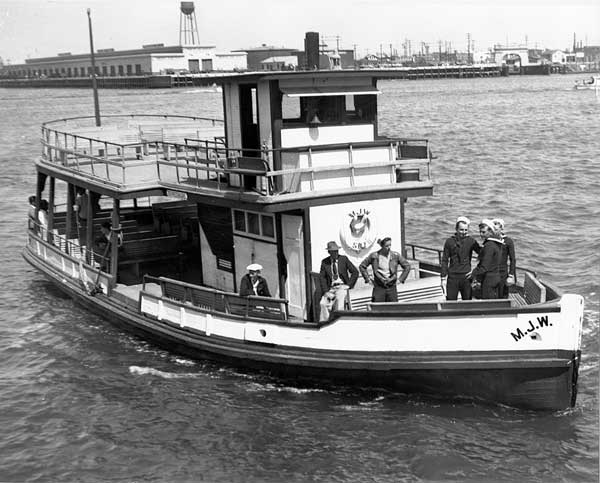
El ferry M.J.W. de 53 pies de Garbutt, que transportaba desde el puerto de Los Ángeles hasta San Pedro y el extremo oeste de Terminal Island en 1918.

## Garbutt House y la Finca Garbutt-Hathaway
En 1923, Garbutt adquirió un terreno en la cima de una colina de 37 acres (150,000 m2) con vistas al embalse de Silver Lake con vistas al Océano Pacífico, las montañas de Santa Mónica y Verdugo y el horizonte del centro de la ciudad. Garbutt y su familia construyeron tres casas en el lugar, que llegaron a conocerse como la Finca Garbutt-Hathaway. Garbutt vivió en la mansión de 20 habitaciones construida entre 1926 y 1928 que llegó a conocerse como la Casa Garbutt. La casa tiene casi 15,000 pies cuadrados (1,400 m2) de espacio, se eleva 228 pies (69 m) hasta su cresta y fue construida como una ciudadela de hormigón para resistir terremotos e inundaciones, pero principalmente debido al miedo de Garbutt al fuego.
Su hija Melodile recordó más tarde que todo el primer piso se vertió de una vez, lo que llevó dos días y una noche de vertido constante con tres turnos de trabajadores. Debido a un intenso miedo al fuego, Garbutt incluso tenía el techo y las paredes construidas de hormigón, instalaba puertas reforzadas con acero y no permitía chimeneas en la casa.Un propietario posterior señaló que la construcción de hormigón era "comparable a cualquier búnker de los mejores". La casa tenía marcos de ventana de bronce, teca tallada a mano y pisos de mármol. El primer piso era completamente de travertino, y Garbutt contrató a un artista que pasó varios meses pintando las vigas de la sala de estar.
Garbutt trabajaba en sus inventos en la mansión de Silver Lake, construyendo autos de carrera, inventando un detergente sin jabón e intentando inventar un chicle superior.

## Batallas por la conservación y desarrollo residencial
Garbutt falleció en 1947, pero su hijo y dos hijas continuaron viviendo en la finca después de su muerte. Una de sus hijas nunca se casó y vivió en la Casa Garbutt hasta 1960, cuando la finca fue vendida. La hija Melodile recordó que vendieron la finca después de que su hermano y esposo habían fallecido, y su hermana no quería vivir sola en la gran casa.
Las casas permanecieron desocupadas durante varios años mientras los propietarios luchaban con la ciudad y los defensores de la conservación sobre planes para demoler las tres casas y construir condominios o un gran desarrollo de viviendas en el lugar. En 1975, el crítico de arquitectura del Los Angeles Times, John Pastier, señaló que los "acreages arcádicos" de la finca estaban 99% sin desarrollar y "parecían un parque". Pastier escribió una larga columna criticando un plan para cubrir la finca con 530 unidades de condominios que requerían la eliminación del 60% de los árboles de la propiedad. Abogó por un desarrollo reducido que preservara las tres casas como un "testimonio de la historia del área y de un modo de vida desaparecido".
En 1978, dos de las casas fueron demolidas para dar paso a un desarrollo de 100 viviendas, pero la Casa Garbutt fue preservada. En 1982, se construyeron cerca de 100 viviendas en la propiedad y fueron comparadas con "un pueblo al pie del castillo". La Casa Garbutt fue incluida en el Registro Nacional de Lugares Históricos en 1987.

## Ubicación de filmación
La Finca Garbutt-Hathaway ha sido durante mucho tiempo un lugar de filmación popular, que se remonta a la era del cine mudo. En 1981, se filmó en la Casa Garbutt una película de terror de bajo presupuesto de Carolco llamada Superstition, sobre una casa embrujada en el lugar donde una mujer fue ejecutada como bruja 300 años antes. El rodaje de Superstition supuestamente estuvo sujeto a incidentes de supuesto "encantamiento". Un guardia de seguridad que debía pasar la noche en la casa renunció después de informar que había visto un "fantasma". Otro guardia de seguridad vio el casco en la exhibición de la armadura de un caballero flotar fuera de los hombros de la armadura y desaparecer en el área de la cocina. En otro incidente, el director de la película quedó encerrado en una habitación cuando el pomo de la puerta se cayó y tuvo que ser liberado con palancas.

## Propiedad actual
La mansión es actualmente propiedad de Dov Charney, fundador de American Apparel y Los Angeles Apparel, quien la adquirió en 2006 por US$4.1 millones. Se utilizó como alojamiento temporal para visitantes de la empresa mientras Charney era presidente. Reportadamente, agregó una escultura de un dedo medio levantado gigante fuera de la puerta principal. Debido a tomar prestados al menos US$20 millones en un intento fallido de recuperar American Apparel en 2016, Charney se declaró en quiebra en 2022, y la finca es una forma de pagar la deuda. Los abogados de Charney han dicho que la propiedad tiene 17 gravámenes en su contra, y venderla no sería suficiente ni siquiera para pagarlos. Charney le dijo al síndico designado por el gobierno de la finca que hay múltiples huéspedes: dos de los cuales son asociados de Kanye West (uno de ellos es Milo Yiannopoulos) y otros dos son ex empleados de American Apparel.